# 김원숭
김원숭(金元崇, ? ~ ?)은 고려 제6대왕 성종의 제2비인 문화왕후(文和王后)의 아버지이다. 본관은 선산(일선)이다.

## 개요
김원숭(金元崇)은 선산 출신의 호족으로, 고려 시중(侍中)에 추증되었다. 부인은 화의군대부인(和義郡大夫人) 왕씨이다.
문화왕후 김씨는 선주(善州, 지금의 경상북도 구미시 선산읍) 사람으로 뒤에 시중(侍中)을 추증받은 김원숭(金元崇)의 딸이다. 애초 연흥궁주(延興宮主) 혹은 현덕궁주(玄德宮主)라 불리었으며, 원정왕후(元貞王后)를 낳았다. 왕후가 죽은 후 시호를 문화왕후라 하였다.
고려 현종 20년(1029년) 4월에는 대비(大妃)로 책봉되었으며, 9월에 그 부친 김원숭은 특진(特進)·수태위(守太尉) 겸 시중(侍中)·상주국(上柱國)·화의군개국후(和義君開國候)·식읍(食邑) 1천 5백호를, 모친 왕씨(王氏)는 화의군대부인(和義君大夫人)을, 조부 김광의(金光義)는 상서좌복야(尙書左僕射)·상주국上(柱國)·화의현개국백(和義縣開國伯)·식읍 7백호를, 조모 김씨(金氏)는 화의군대부인(和義君大夫人)을 각각 추증받았다.

## 가족 관계
- 아버지 : 상서좌복야 상주국 회의국개국백 김광의(尙書左僕射 上柱國 和義縣開國伯 金光義)
- 어머니 : 화의군대부인 김씨(和義君大夫人 金氏)
- 부인 : 화의군대부인 왕씨(和義君大夫人 王氏, 생몰년 미상)
  - 딸 : 문화왕후 김씨
  - 사위 : 제6대왕 성종
    - 손녀 : 원정왕후 김씨
    - 손서 : 제8대왕 현종

## 김원숭이 등장한 작품
- 《천추태후》(KBS, 2009년~2009년, 배우:김병기)

## 같이 보기
- 문화왕후
- 천추태후
- 예지황후
- 김치양

## 참고 자료
- 《한권으로 읽는 고려왕조실록》, 성종의 가족들, 박영규 저, 웅진닷컴(2004년, 173~203p)